# جامعة الإسكندرية
جامعة الإسكندرية هي جامعة حكومية مصرية، تعد إحدى أكبر الجامعات في مصر، ورابع جامعة أنشأت بعد جامعة الأزهر وجامعة القاهرة والجامعة الأمريكية في القاهرة، يرجع تاريخ إنشاءها إلى سنة 1938 كفرع لكلية الحقوق جامعة فؤاد الأول، وظلت كذلك حتى صدر المرسوم الملكي رقم 32 لسنة 1942 بإنشاء جامعة فاروق الأول بالإسكندرية، وتولى رئاستها طه حسين، تضم الجامعة 21 كلية و3 معاهد تمنح درجات البكالوريوس، الليسانس، الماجستير، والدكتوراه في مختلف أنواع العلوم الاجتماعية، الطبية، الهندسية، الرياضية، وغيرها، بالإضافة إلى ستة مراكز متخصصة.
تقع مقراتها في أماكن متعددة بمدينة الإسكندرية، ويتبعها الجامعة الأهلية بمنطقة أبيس، وكذلك قطعة أرض تابعة للجامعة بمدينة برج العرب الجديدة مخصصة لتكون مقر لفروع جامعات دولية، هذا بخلاف فرعي الجامعة خارج مصر في مدينة تونج بدولة جنوب السودان، ومدينة انجمينا عاصمة تشاد، وتخضع جامعة الإسكندرية مثل باقي الجامعات الحكومية المصرية لإشراف المجلس الأعلى للجامعات، وتحتل الجامعة طبقا لمؤشر مجلة تايمز للتعليم العالي المركز 1001 – 1200 على مستوى العالم لعام 2022.

## التاريخ
بدأ التفكير في إنشاء فرع لجامعة فؤاد الأول بمدينة الإسكندرية حتى يكون امتدادا لها ونواة لجامعة مستقلة فيما بعد، وبناءاً عليه وافق مجلس جامعة فؤاد الأول في جلسته بتاريخ 4 أغسطس 1938 على إنشاء الفرع، وصدق مجلس الوزراء على القرار في في 6 أغسطس 1938، وتم استئجار قصر «زرفوداكي» بمنطقة باكوس ليكون مقرًا للفرع، وبدأت الدراسة فيه يوم السبت 15 أكتوبر 1938 بكليتين فقط هما كلية الآداب وكلية الحقوق، وفي سنة 1941 تم إنشاء كلية الهندسة، وفي 2 أغسطس 1942 صدر المرسوم الملكي رقم 32 بإنشاء جامعة فاروق الأول بالإسكندرية، ونص المرسوم على أن تشمل الجامعة كلية الآداب، كلية الحقوق، كلية الطب، كلية العلوم، كلية الهندسة، كلية الزراعة، كلية التجارة، وغير ذلك من الكليات والمعاهد التي يجوز أن تنشأ فيما بعد بقانون، وبلغ عدد طلاب الجامعة في عام إنشائها ألفًا ومائة وواحد وسبعين طالبًا، منهم ألف ومائة وثلاثة وثلاثون طالبًا وثمانٍ وثلاثون طالبة، أما أعضاء هيئة التدريس فبلغ عددهم مائة وأربعة وثلاثين عضوًا، وبلغ عدد العاملين واحدًا وتسعين موظفًا.
اتخذت كلية الحقوق الجديدة من مبنى مدرسة العباسية الثانوية بمحرم بك، وفي أغسطس 1942 أنشئت كلية الزراعة بمدينة دمنهور، وفي سنة 1945 تم إنشاء متحف كلية الاداب، وكذلك تأسيس مدرسة طب الأسنان باعتبارها أحد أقسام كلية الطب، وتم نقل كلية الحقوق إلي مبني مدرسة «الليتوريا» بالشاطبي لتتقاسمه مع كلية الزراعة والمكتبة العامة، وفي سنة 1947 انتقلت كلية الزراعة إلي الإسكندرية ومنذ ذلك اليوم وهي في مكانها الحالي، وفي سنة 1952 ومع قيام ثورة 23 يوليو تم تغيير اسم الجامعة لتصبح «جامعة الإسكندرية»، وفي سنة 1954 تم إنشاء المعهد العالى للتمريض تحت إشراف كلية الطب، وفي سنة 1955تم إنشاء معهد للتربية الرياضية بأبي قير، وفي سنة 1957تم إنشاء كلية الفنون، وفي سنة 1972 أنشأت جامعة الإسكندرية مركز الدراسات العليا والبحوث، بالاشتراك مع هيئة اليونسكو والبرنامج الإنمائي للأمم المتحدة، وفي سنة 1975 تم إنشاء كلية الطب البيطري بمدينة إدفينا، وفي سنة 1980 تم إنشاء فرع للجامعة في مدينة دمنهور بمحافظة البحيرة وبدأ بكلية التربية.
في سنة 1983 تم إنشاء معهد الدراسات العليا والبحوث، وفي سنة 1988 تم إنشاء كلية التربية النوعية، وفي سنة 1989 تحولت فروع الكليات التابعة لجامعة حلوان في الإسكندرية إلى الجامعة وهي التربية الرياضية للبنين والتربية الرياضية للبنات والفنون الجميلة والزراعة في سابا باشا، وكذلك تم إنشاء كلية رياض الأطفال بالإسكندرية، وفي سنة 1991 تم إنشاء كلية التربية بمدينة مرسى مطروح كنواة لفرع الجامعة بمحافظة مطروح، وفي سنة 1994 تم تحويل المعهد العالى للتمريض إلى كلية للتمريض، وفي سنة 1998 تم ضم كلية رياض الأطفال لجامعة الإسكندرية، وفي 2010 تم إنشاء فرع جامعة الإسكندرية بمدينة انجمينا عاصمة تشاد ويضم كليتي الزراعة والصيدلة، وفي 2014 تم إنشاء الفرع الثاني للجامعة الإسكندرية بمدينة جوبا عاصمة جنوب السودان ويضم كليات الزراعة والطب البيطرى والتمريض والتربية، وفي نفس العام تم إنشاء كلية الدراسات الاقتصادية والعلوم السياسية، وفي سنة 2019 تم إنشاء كلية الحاسبات وعلوم البيانات، وفي سنة 2021 تم البدأ في إنشاء الجامعة الأهلية.

## المنشأت التابعة

### الكليات والمعاهد
تضم جامعة الإسكندرية عدد 26 كلية و3 معاهد و6 مراكز هي:
- كلية الطب
- كلية الهندسة
- كلية العلوم
- كلية الأعمال
- كلية الحقوق
- كلية الفنون الجميلة
- كلية التربية الرياضية للبنات
- مركز المعلومات والتوثيق
- مركز تنمية القدرات
- كلية الزراعة
- كلية الزراعة - سابا باشا
- كلية طب الأسنان
- كلية الطب البيطري
- كلية التربية
- كلية السياحة والفنادق
- كلية التمريض
- كلية التربية الرياضية للبنبن
- مركز التدريب المهني
- مركز التطوير الوظيفي وريادة الأعمال
- كلية الآداب
- كلية الصيدلة
- كلية التربية النوعية
- معهد البحوث الطبية
- كلية الدراسات الاقتصادية والعلوم السياسية
- كلية الحاسبات وعلوم البيانات
- معهد الدراسات العليا والبحوث
- المعهد العالى للصحة العامة
- مركز خدمة المجتمع
- مركز اللغة الإنجليزية

### المستشفيات الجامعية
تضم جامعة الإسكندرية عدد ثمانية مستشفيات ومراكز تحتوي سنة 2015 على 3664 سرير منهم 3068 سرير في الخدمة 578 سرير تحت التشغيل وهي:
- المستشفى الرئيسي الجامعي.
- مستشفى سموحة الجامعي.
- مستشفى الشاطبي الجامعي.
- مستشفى برج العرب الجامعي.
- مستشفى الحضرة الجامعي.
- مستشفى المواساة الجامعي.
- مستشفى طلبة جامعة الإسكندرية.
- مركز خدمات اليوم الواحد.

## نظام القبول
الطلاب المصريين
- أن يكون المتقدم حاصلاً على الثانوية العامة أو ما يعادلها ويكون القبول بترتيب درجات النجاح مع مراعاة التوزيع الجغرافي وبعد أخذ رأى الجامعة ويقبل كذلك بالكلية.
- يقوم الموظف المسئول بكل كلية باستلام ملفات الطلاب الجدد مرفق به كافة المستندات المطلوبة.
- يتم اعطاء الطالب خطاب لإجراء الكشف الطبى بعد مراجعة ملفات الطلاب الجدد وبعد إجراء المقابلة الشخصية وانتظام الطلاب في الدراسة.

الطلاب غير المصريين
- أن يكون المتقدم حاصلاً على الثانوية العامة المصرية أو ما يعادلها موثقة من وزارة خارجية دولة الوافد ثم من سفارة بلد المتقدم في مصر واعتماد التوثيق من مكاتب التصديقات الخارجية المصرية.
- خطاب من السفارة التابع لها المتقدم تفيد بالموافقة على الدراسة وموضح بها الجهة التي سوف تسدد الرسوم الدراسية.
- يتوجه المتقدم إلى مكتب للطلاب الوافدين بكل كلية أو معهد لتقديم المستندات الخاصة به.
- يتم اعطاء الطالب خطاب لإجراء الكشف الطبى بعد مراجعة ملفات الطلاب الجدد وبعد إجراء المقابلة الشخصية وانتظام الطلاب في الدراسة.

## الفروع
تضم جامعة الإسكندرية أربعة فروع هي:
- فرع تشاد، أنشأ سنة 2010 ويقع في مدينة انجمينا.
- فرع جنوب السودان أنشأ سنة 2014 ويقع في مدينة تونج.
- فرع برج العرب الجديدة تحت الإنشاء وسيضم خمسة فروع لجامعات دولية بالشراكة بين الجامعة وهذه الجامعات العالمية.[16]
- الجامعة الأهلية، أنشأت سنة 2021 وتقع في منطقة أبيس بمدينة الإسكندرية.

## خريجون بارزون
- أحمد زويل (كلية العلوم - 1967) - عالم مصري حاصل على جائزة نوبل في الكيمياء لسنة 1999.
- محمود عبد العزيز (كلية الزراعة - 1966) - ممثل مصري.
- يحيى المشد - (كلية الهندسة - 1952) - عالم ذرة مصري.
- زاهي حواس (كلية الآداب - 1967) عالم آثار مصري ورئيس المجلس الأعلي للآثار ووزير الدولة لشئون الاثار السابق.
- خليل الوزير أبو جهاد قائد ومناضل فلسطيني.
- عبد العزيز الرنتيسي (كلية الطب - 1972) - قيادي سابق بحركة حماس الفلسطينية.
- عبد الوهاب المسيري (كلية الآداب - 1959) - مفكر مصري
- أحمد باقر (كلية الصيدلة - 1975) - سياسي ووزير سابق كويتي.
- أحمد نعينع، قارئ القرآن الكريم.
- سليمان الشاهين (كلية الآداب - 1962) وزير دولة للشوؤن الخارجية الكويتي السابق.
- محمد رفيق خليل جراح وأديب وشاعر مصري.

## صور

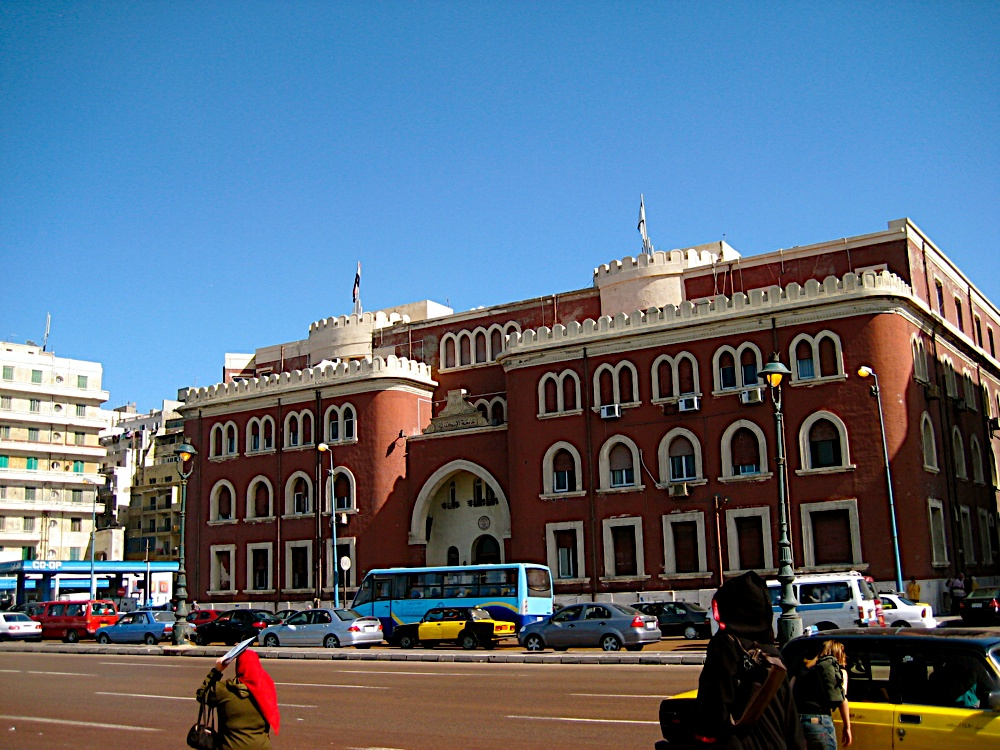
مبنى إدارة الجامعة
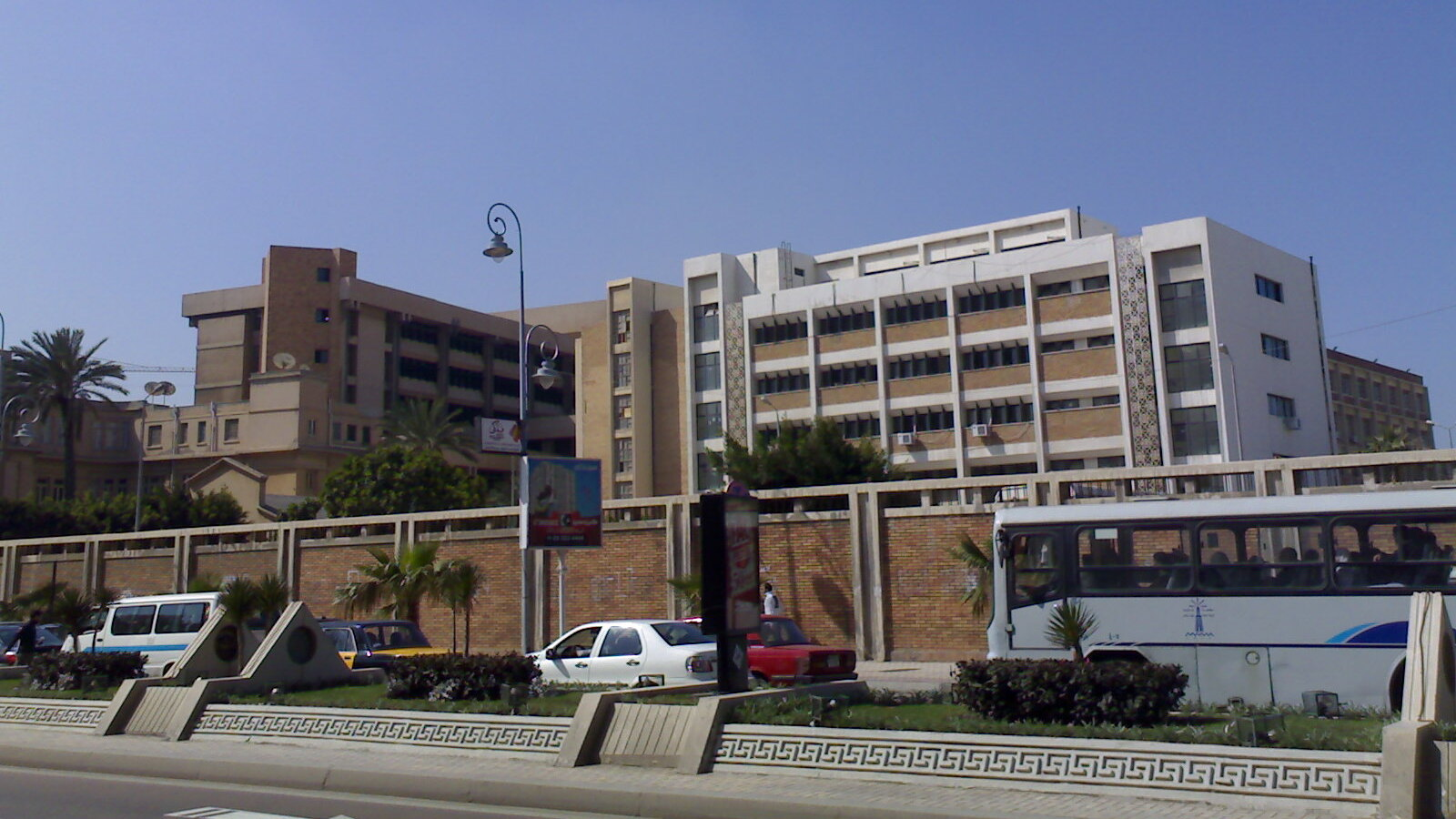
كلية الآداب
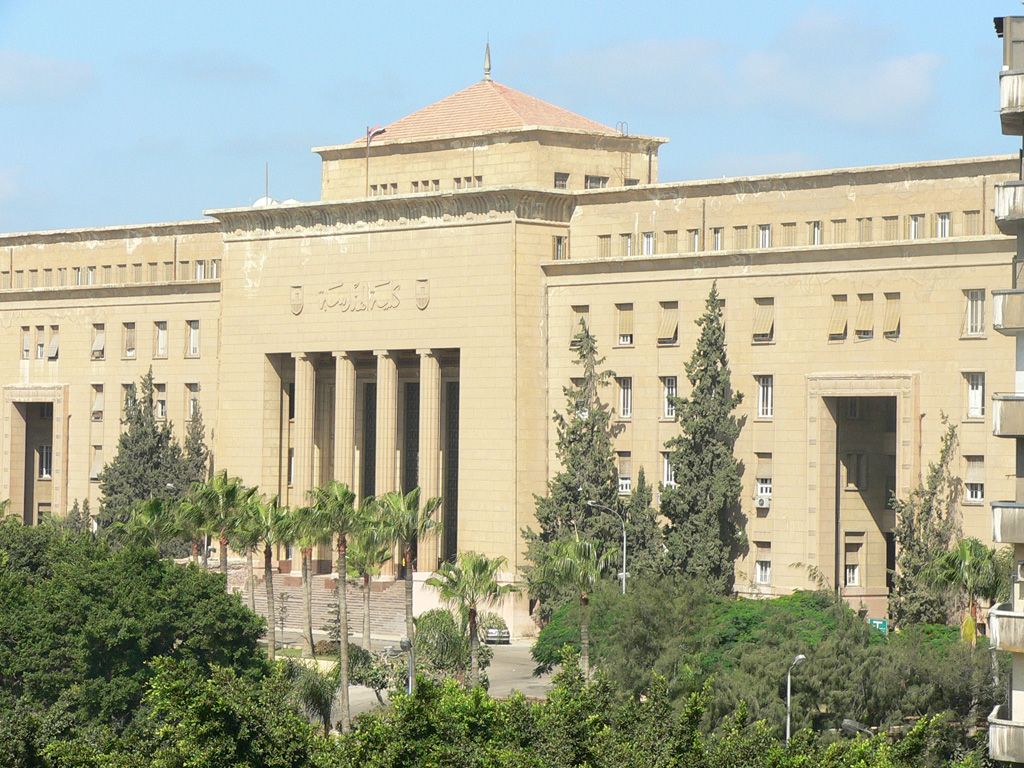
كلية الهندسة
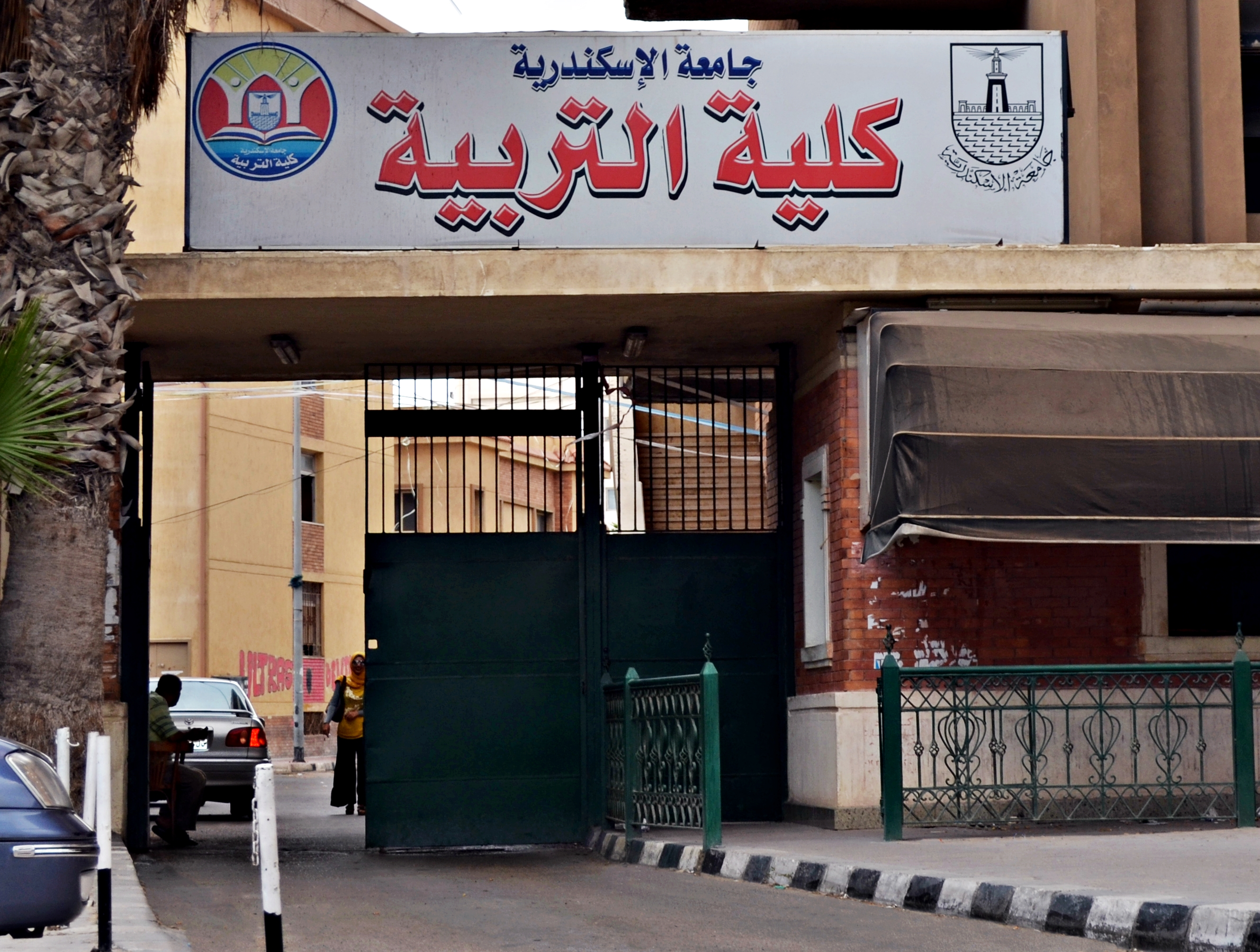
كلية التربية
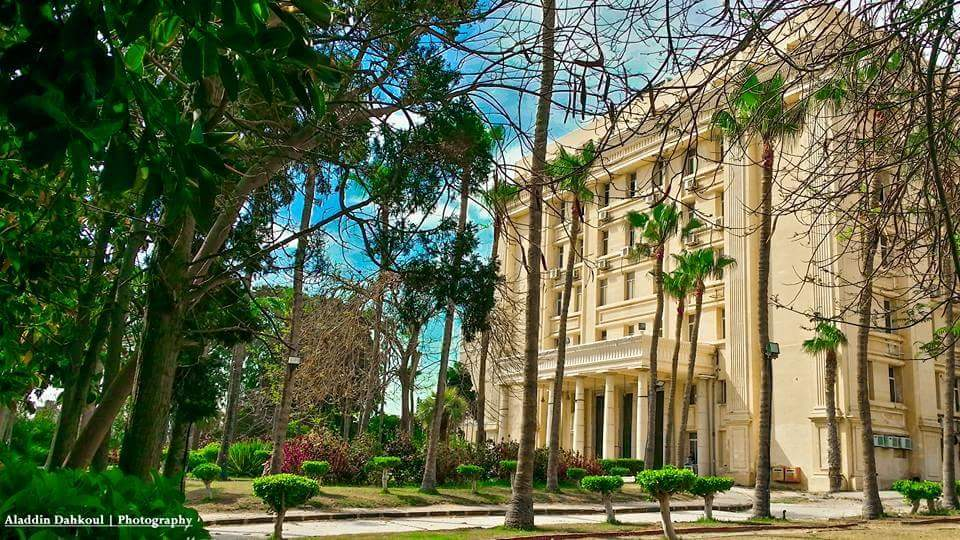
كلية الطب بالمواساة
كلية الحقوق
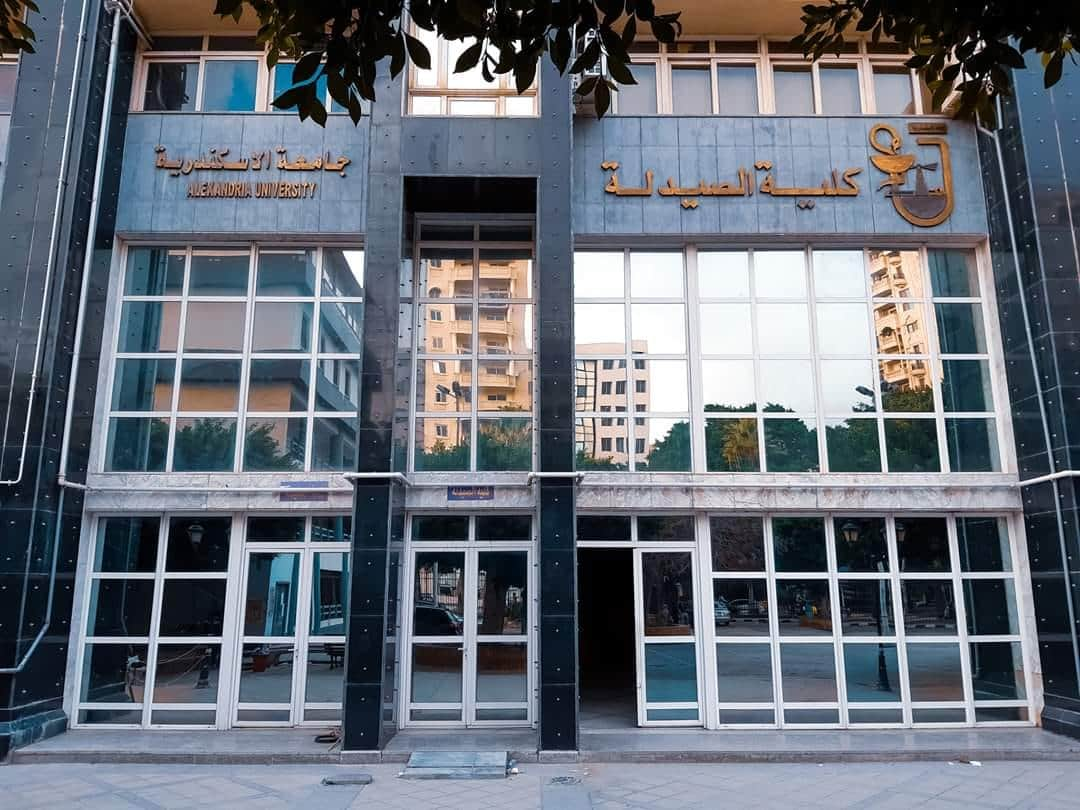
كلية الصيدلة
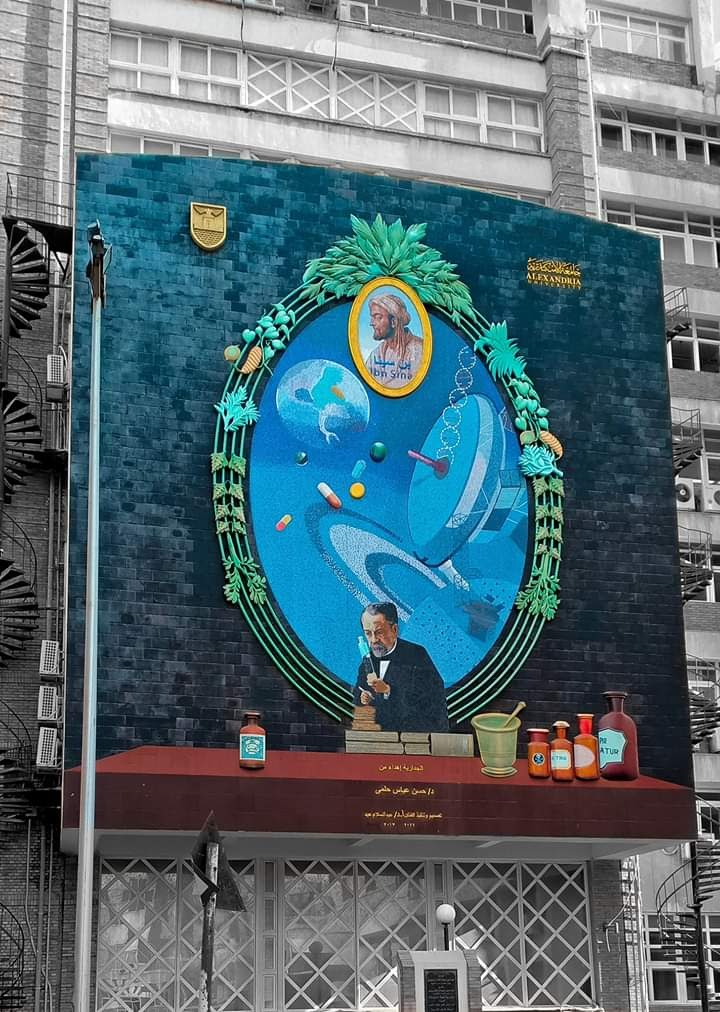
جدارية بكلية الصيدلة
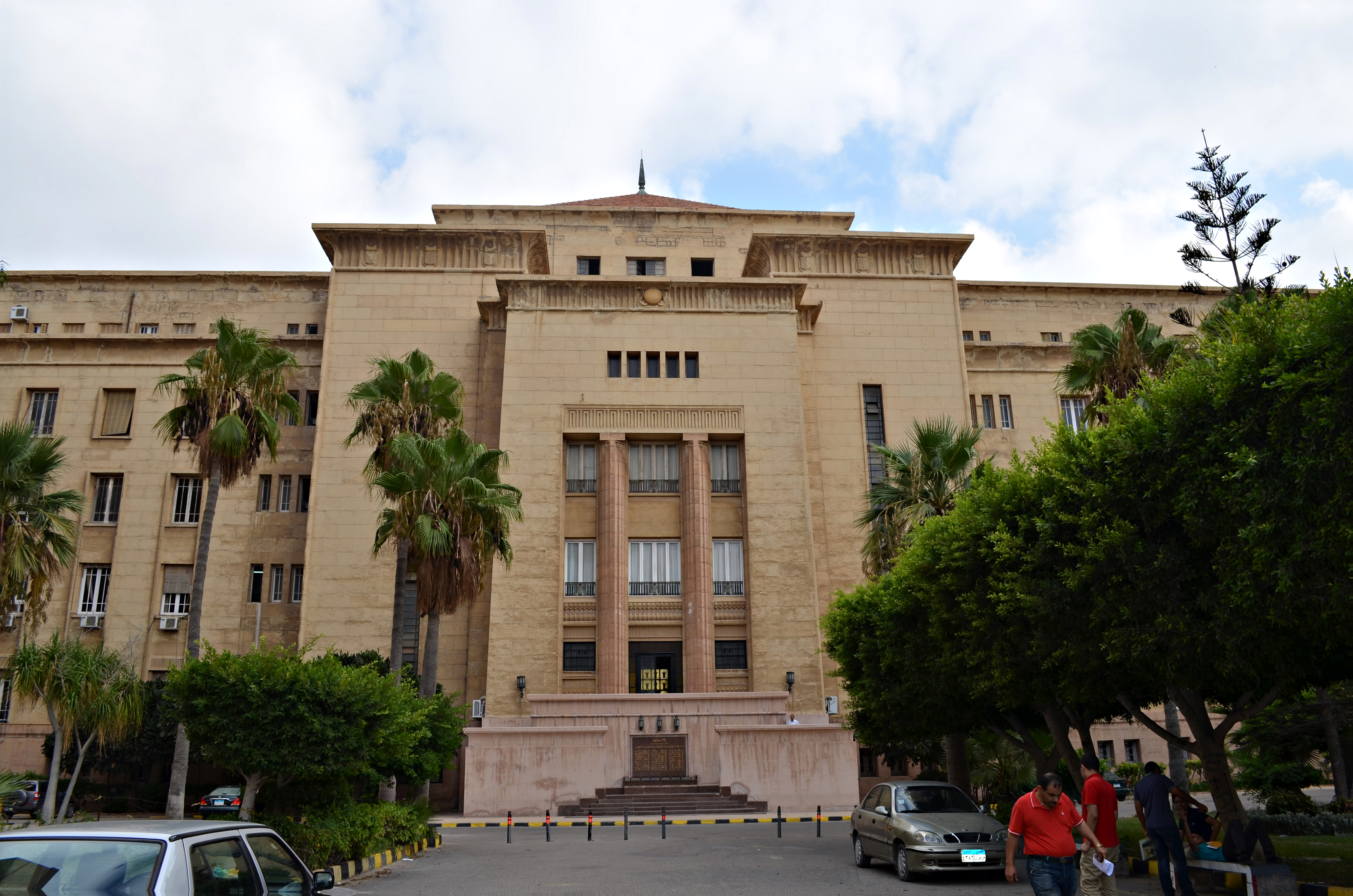
كلية الهندسة من الداخل

## وصلات خارجية
- الموقع الرسمي